# レヒーノ・サインス・デ・ラ・マーサ
レヒーノ・サインス・デ・ラ・マーサ・イ・ルイス（Regino Sáinz de la Maza y Ruiz、1896年9月7日 - 1981年11月26日）は、スペインのギタリスト、作曲家。弟エドゥアルドもギター奏者兼作曲家であった。
ブルゴスの生まれ。
10歳からギターを始め、サンティアゴ・ランダーチェの下でソルフェージュ、エウヘニオ・ロドリゲス・パスクァールにギター、ホセ、ニコラス・ケサーダにピアノを師事。1910年に家族でサン・セバスティアンに移住し、ヘルマン・センドーヤにピアノを、ベルトラン・パゴーラに和声を、ルイス・ソリアにギターを学んだ。1911年にはビルバオに行き、イラリオン・レローペの指導を受けた後、1913年にマドリードでダニエル・フォルテアの薫陶を受け、1914にビルバオのアリアーガ劇場でデビューを果たした。その後は、バルセロナで演奏活動を展開し、ミゲル・リョベートやアンドレス・セゴビア、アントニオ・ホセなどの知己を得た。
1926年にはフランス、1927年にはドイツ、1928年にはイギリスに演奏旅行に出かけ、ギタリストとしての世界的名声を得る。
1935年にはマドリード音楽院のギター科教授に就任した。
1940年には、バルセロナとマドリードでのホアキン・ロドリーゴのアランフェス協奏曲の初演でソロを務めている。
演奏活動は1979年まで継続していた。
マドリードにて死去。